# Henk Versnel
Hendrik Simon (Henk) Versnel (Rotterdam, 10 oktober 1936 – Leiderdorp, 7 februari 2025) was een Nederlands classicus, historicus en hoogleraar oude geschiedenis aan de Universiteit Leiden.

## Biografie
Versnel promoveerde in 1970 te Leiden op het proefschrift Triumphus. An Inquiry into the Origin, Development and Meaning of the Roman Triumph; zijn promotor was prof. dr. J.H. Waszink. Vanaf 1971 was hij als docent verbonden aan die universiteit, vanaf 1977 als gewoon lector en vanaf 1980 als gewoon hoogleraar. Als lector hield hij zijn oratie op 19 mei 1978 onder de titel De tyrannie verdrijven? Een les in historische ambiguïteit. Hij heeft vooral gepubliceerd over antieke rituelen, en daarnaast zijn zijn onderzoeksobjecten magie in de oudheid en zogenaamde vervloekingstabletten. In 2000 ging hij met emeritaat. In 2002 werd hem te zijner ere een bundel aangeboden: Kykeon. Studies in honour of H. S. Versnel. Zijn laatste werk (Coping with the Gods) geldt als zijn magnum opus.
In 1997 werd prof. dr. H.S. Versnel lid van de Koninklijke Nederlandse Akademie van Wetenschappen. Hij kreeg in oktober 2005 een eredoctoraat aan de Universiteit van Heidelberg met name vanwege "zijn originele en niet zelden revolutionaire bijdragen aan de studie van de antieke godsdienstgeschiedenis".

## Theologie
Voor Versnel is de Bijbel niet letterlijk te nemen en het probleem van het kwaad niet op te lossen, daarom is het agnostische standpunt volgens hem het beste. Hij stelt dat over God niets valt te zeggen en geloof geen redelijke basis heeft.